# Шпак Оксана Володимирівна
Оксана Володимирівна Шпак (Бєлова) (нар. 18 січня 1982, Бобруйськ, Могильовська область, Білоруська РСР) — білоруська футболістка, захисниця клубу «Бобруйчанки» та національної збірної Білорусі. Також виступає у пляжному футболі та міні-футболі. Майстер спорту Республіки Білорусь.

## Життєпис
У дитинстві займалася баскетболом та гандболом, у 13-річному віці прийшла у футбол. Перший тренер у футболі – Анатолій Олександрович Бжузак. У юному віці почала грати за основний склад «Бобруйчанки» та у віці 17 років стала майстром спорту.
У сезоні 2003/04 років грала за польський клуб «Медик», за іншими даними провела в клубі чотири сезони, була срібним та бронзовим призером чемпіонату Польщі та володаркою Кубку країни. Влітку 2005 року перейшла до російського клубу «Лада» (Тольятті), де грала разом з іншими білорусками — Мариною Лис та Наталією Рижевич. Стала срібним призером чемпіонату Росії 2005 року. У складі «Лади» виступала у матчах Кубку УЄФА, стала автором "дубля" у матчі проти польського «АЗС Вроцлав» (3:3). Згодом грала у Казахстані за «Алма-КТЖ».
У 2009 році виступала за «Університет» (Вітебськ), з яким стала чемпіонкою Білорусі та брала участь в матчах Ліги чемпіонів. Включалася до списку 22-х найкращих футболісток країни (2009). У 2010 році повернулася до «Бобруйчанки», в її складі перемагала у чемпіонаті країни 2010 та 2011 років, стала фіналісткою Кубку Білорусі (2010) та володаркою Суперкубку країни (2011). Визнана найкращою футболісткою чемпіонату Білорусі 2010 та 2011 років.
У 2012 році перейшла до казахстанського клубу «СШВСМ-Кайрат», невдовзі перейменований на «СШВСМ-Барис». У його складі стала переможницею (2012) та срібним призером (2013) чемпіонату Казахстану. У сезоні 2013 року провела 21 матч (4 голи) у чемпіонаті Казахстану, по одній грі у Кубку та Суперкубку країни, а також 2 матчі у Лізі чемпіонів.
У 2014 році повернулася до «Бобруйчанки», але клуб не боровся за високі місця. Продовжувала грати у вищій лізі Білорусі майже до 40-річного віку. Була капітаном команди.
Багато років виступала за збірну Білорусі, була капітаном. Провела щонайменше 20 матчів у відбіркових турнірах чемпіонатів світу та Європи. Останні матчі зіграла у 2014 році.
У пляжному футболі у складі «Бобруйчанки» ставала чемпіонкою та найкращим бомбардиром чемпіонату Білорусі (6 голів) у 2017 році. Виступала за збірну Білорусі з пляжного футболу, взяла участь в її перших в історії матчах проти Росії у липні 2019 року.
Також грає за «Бобруйчанку» у вищій лізі Білорусі з футзалу.
До середини 2010-х років виступала під прізвищем Шпак, у другій половині 2010-х років – як Бєлова. Станом на 2020 рік знову має прізвище Шпак.